# 43882 Maurivicoli
43882 Maurivicoli este un asteroid din centura principală de asteroizi.

## Descriere
43882 Maurivicoli este un asteroid din centura principală de asteroizi. A fost descoperit pe 7 martie 1995 la San Marcello Pistoiese de Luciano Tesi și Andrea Boattini. Asteroidul prezintă o orbită caracterizată de o semiaxă mare de 2,42 ua, o excentricitate de 0,07 și o înclinație de 7,2° în raport cu ecliptica.